# Dicliptera spinulosa
Dicliptera spinulosa là một loài thực vật có hoa trong họ Ô rô. Loài này được Hochst. ex K.Balkwill mô tả khoa học đầu tiên năm 1996.